# Gianni Infantino
Giovanni Vincenzo Infantino (Briga, Suíça, 23 de março de 1970) é um advogado e dirigente desportivo suíço-italiano. Desde 26 de fevereiro de 2016 dirige a entidade máxima do futebol mundial, a FIFA, sucedendo Joseph Blatter. Foi secretário-geral da UEFA de 2009 a 2016.

## Vida
Infantino é filho de um pai italiano oriundo de Reggio Calabria e de mãe de Val Camonica na Lombardia. Cresceu em Briga onde ele também jogou futebol. Estudou Direito e trabalhou como advogado. 
Em 2000 entrou na UEFA para trabalhar no gabinete jurídico e legal. Quatro anos depois tornou-se diretor para os assuntos legais e para o licenciamento dos clubes, até que em 2009 tornou-se secretário-Geral. Na qualidade de director da Governação e dos Assuntos Jurídicos promoveu o estabelecimento de contactos estreitos com a União Europeia, o Conselho da Europa, com outras organizações desportivas e entidades governamentais e organizações não governamentais.
Em 26 de outubro de 2015, o Comité Executivo da UEFA concordou por unanimidade apoiar Gianni Infantino na candidatura à próxima eleição do presidente da FIFA.
Em 26 de fevereiro de 2016, durante o Congresso Extraordinário da FIFA de 2016, foi eleito para presidência da entidade máxima de futebol. Ele venceu na segunda votação por 115 votos a 88 contra Salman Bin Ibrahim Al-Khalifa do Bahrein.

### Pessoal
Infantino é casado e pai de quatro filhos. Sua esposa, Leena Al Ashqar, vem do Líbano, onde ele havia trabalhado como secretário-geral adjunto da Associação de Futebol. Gianni Infantino fala alemão, italiano, francês, inglês, espanhol, português e árabe, além de possuir dupla cidadania, suíça e a italiana.